# بطولة العالم للدراجات على المضمار 1961
بطولة العالم للدراجات على المضمار 1961 هي الدورة ال58 من بطولة العالم للدراجات على المضمار، أجريت في زيورخ، سويسرا.

## النتائج النهائية
| المسابقة                              | ذهبية                              | فضية                      | برونزية                 |
| ------------------------------------- | ---------------------------------- | ------------------------- | ----------------------- |
| الرجال                                |                                    |                           |                         |
| السرعة الفردية                        | أنطونيو ماسبيس (ITA)               | ميشيل روسو (دراج) (FRA)   | جوس دي باكر (BEL)       |
| سباق المطاردة الفردية                 | رودي آلتيج (FRG)                   | Willy Trepp (سويسرا)      | لياندرو فاجين (إيطاليا) |
| سباق مطاردة الدراجة النارية للهواة    | Leendert van der Meulen (NED)      | Siegfried Wustrow (GDR)   | Georg Stoltze (GDR)     |
| سباق مطاردة الدراجة النارية للمحترفين | Karl-Heinz Marsell (FRG)           | Paul Depaepe (BEL)        | ماكس ماير (SUI)         |
| السيدات                               |                                    |                           |                         |
| السرعة الفردية                        | Galina Yermolayeva (cyclist) (URS) | Valentina Maksimova (URS) | جان دان (GBR)           |
| سباق المطاردة الفردية                 | إيفون رايندرز (BEL)                | بريل بيرتون (GBR)         | ماري تيريز ناسنس (BEL)  |